# Bandera de Meruelo
La bandera de Meruelo es uno de los símbolos del municipio español de Meruelo en Cantabria, junto a su escudo.
Dicha bandera es de paño rectangular dividido en tres franjas horizontales de igual anchura, la superior de color negro, la central blanca y la inferior roja, con un triángulo verde junto al asta. La bandera es empleada de facto por el Ayuntamiento.